# Ermitage de Conliège
L’ermitage de Conliège est un ermitage situé sur la commune française de Conliège dans le département du Jura. Il est inscrit aux monuments historiques depuis 1998.

## Situation et accès
L'édifice occupe une position exceptionnelle au-dessus de Conliège, sur le versant ensoleillé de l'entrée de la reculée de Revigny, dominant la vallée de la Vallière.

## Histoire
Le premier écrit témoignant de sa présence remonte à 1595. En 1605, le noble Claude Robin fait construire la chapelle à côté de l'ermitage pour remercier l'ermite de ses services ecclésiastiques. Après la Révolution française, l'ermitage est loué par la commune, mais se dégrade. Entre 1836 et 1848, il est occupé par l'ermite Joseph-Elie Simonin (1792-1856), qui y fait d'importants travaux. Par la suite, il est à nouveau mal entretenu et vendu en 1927 à la famille Prost qui le restaure. L'association l'Ermitage l'a racheté en 1996 pour le mettre en valeur.

## Description
Accessible par des sentiers, ce petit ensemble de bâtiments est établi sur une terrasse avec mur de soutènement renforcé de contreforts ; il est complété par d'autres terrasses (anciens jardins, vigne...) et une alimentation en eau. La chapelle est formée de deux travées voûtées. Elle est flanquée par une cuisine et une pièce voûtée que surmonte un clocher-mur. Le logement se poursuit par trois petites pièces jusque devant la chapelle. Un bâtiment au nord comportait deux pièces sur un cellier voûté.

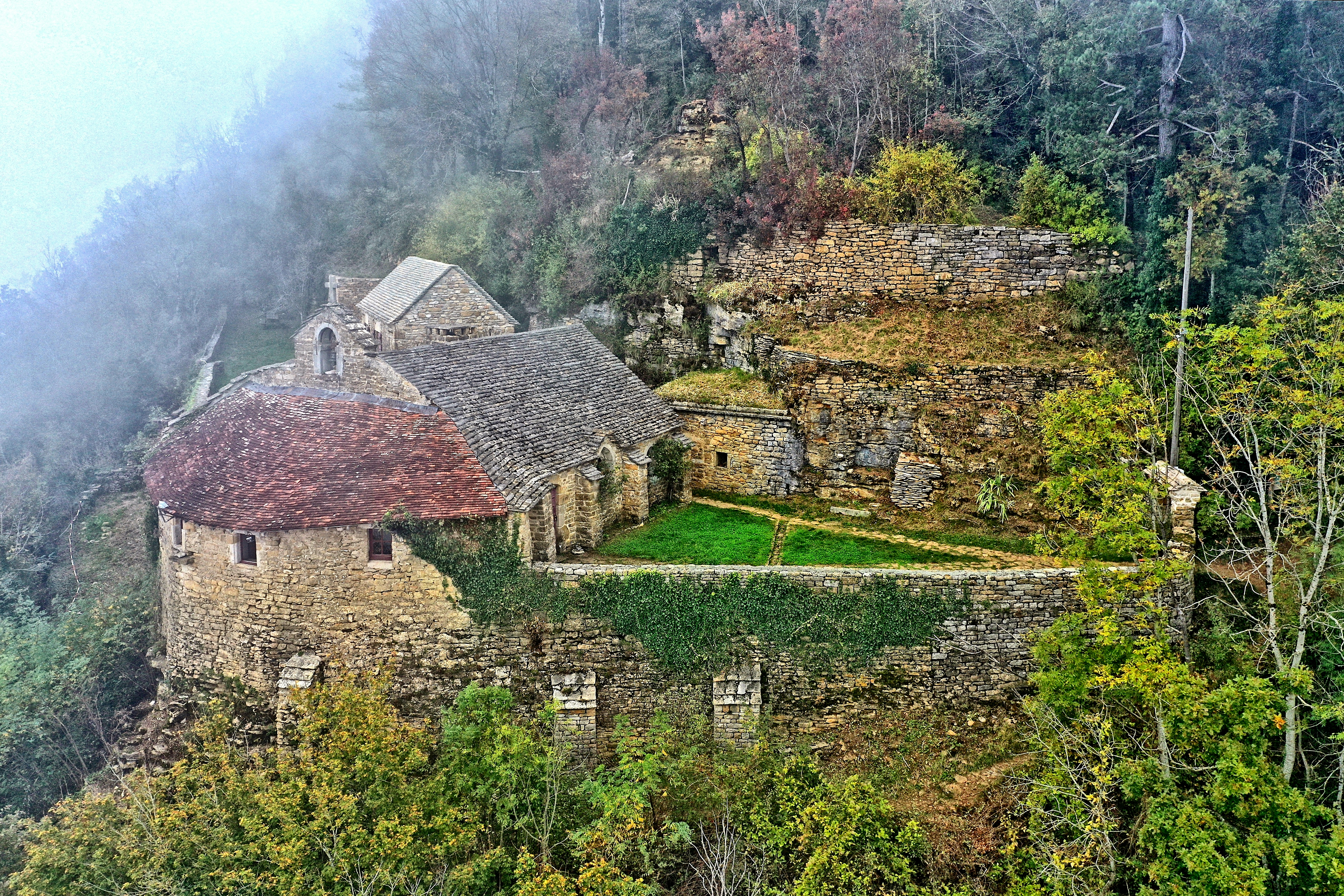
La chapelle de l'ermitage.
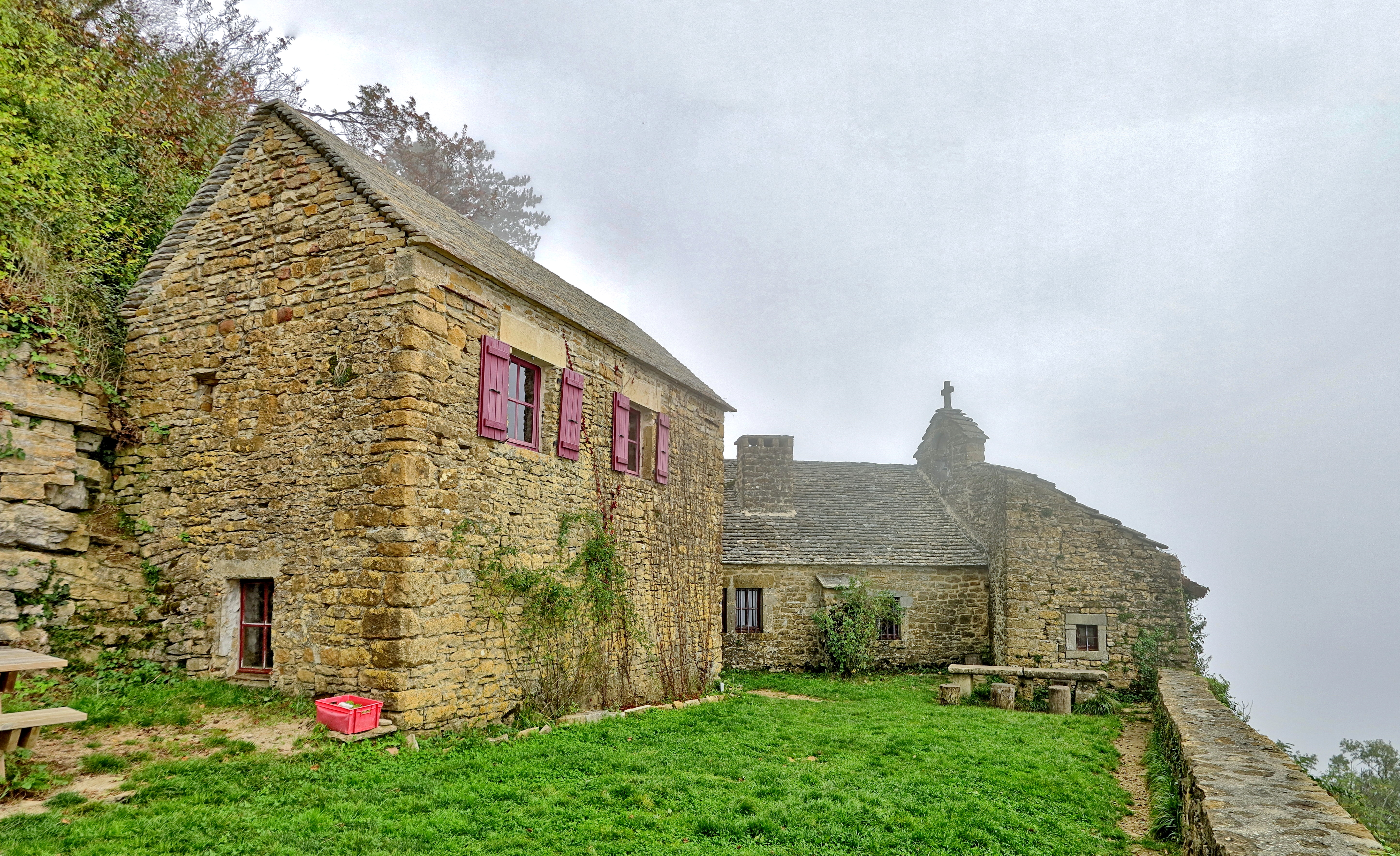
Bâtiment annexe.

## Statut patrimonial et juridique
L'ensemble des bâtiments, en totalité, entrées de la terrasse principale, ensemble des murs de soutènements font l'objet d'une inscription au titre des monuments historiques par arrêté du 29 juillet 1998.